# Baroudeur

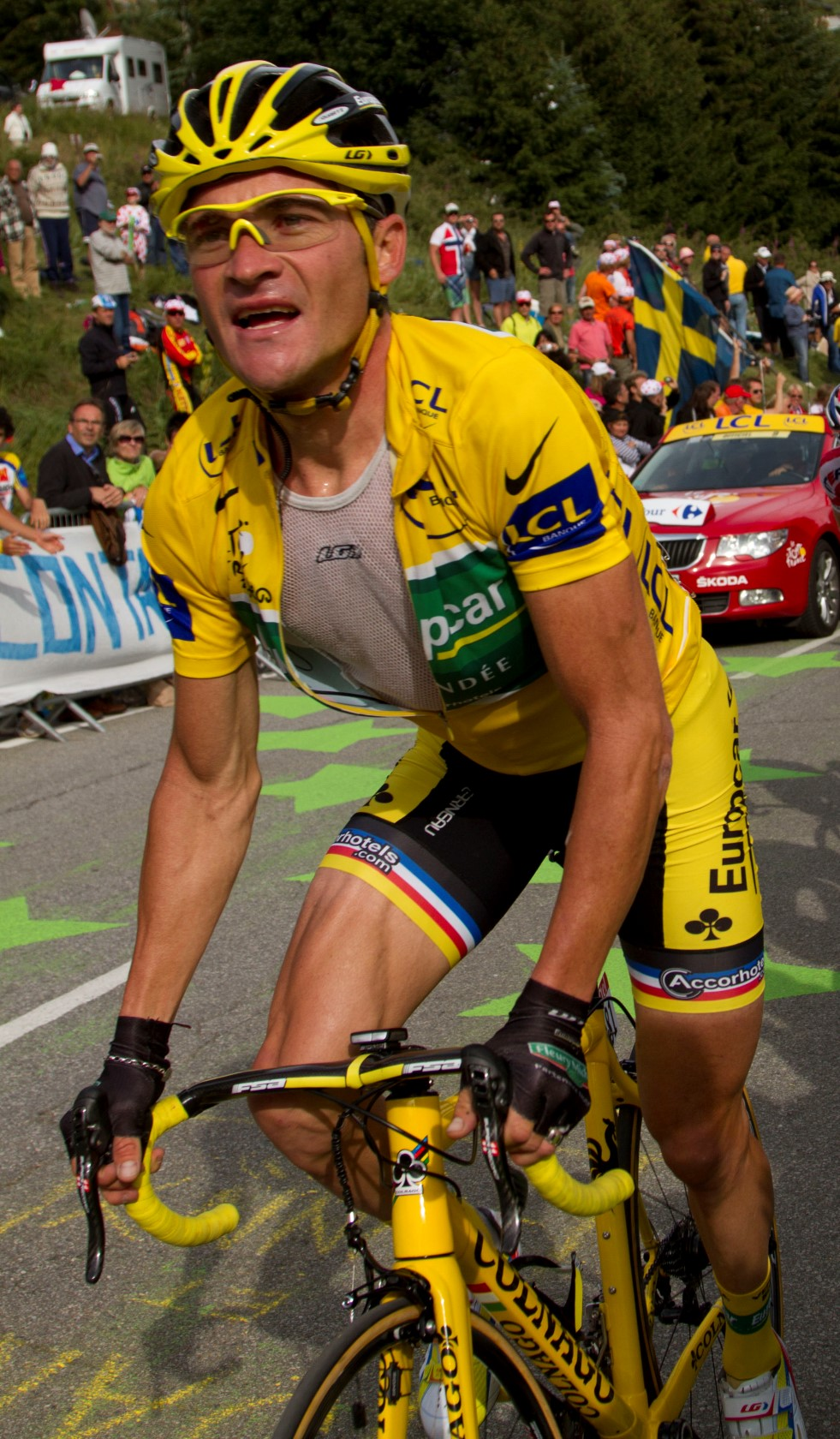
Thomas Voeckler, un baroudeur sur le Tour de France 2011

Un baroudeur est, en cyclisme sur route, un coureur cycliste adepte des échappées, qui a pour habitude d'attaquer très tôt pour ensuite tenter de résister au retour du peloton. Les baroudeurs sont parfois récompensés par les prix de la combativité.
Parmi les coureurs des années 2010, on peut citer comme baroudeurs Thomas De Gendt, Jens Voigt, Thomas Voeckler, Sylvain Chavanel Michael Albasini ou encore  Guillaume Martin.

## Caractéristiques
Les baroudeurs sont en général de bons rouleurs, capables de tenir très longtemps face au retour du peloton. Ce ne sont pas habituellement de bons sprinteurs ou grimpeurs.